# Zorzines yakushimensis
Zorzines yakushimensis là một loài bướm đêm trong họ Noctuidae.